# La Génétouze
La Génétouze és un municipi francès situat al departament de Vendée i a la regió de País del Loira. L'any 2007 tenia 1.569 habitants.

## Demografia

### Població
El 2007 la població de fet de La Génétouze era de 1.569 persones. Hi havia 609 famílies de les quals 107 eren unipersonals (41 homes vivint sols i 66 dones vivint soles), 236 parelles sense fills, 240 parelles amb fills i 26 famílies monoparentals amb fills.
La població ha evolucionat segons el següent gràfic:
Habitants censats

### Habitatges
El 2007 hi havia 633 habitatges, 610 eren l'habitatge principal de la família, 4 eren segones residències i 18 estaven desocupats. 624 eren cases i 8 eren apartaments. Dels 610 habitatges principals, 499 estaven ocupats pels seus propietaris, 110 estaven llogats i ocupats pels llogaters i 2 estaven cedits a títol gratuït; 1 tenia una cambra, 8 en tenien dues, 78 en tenien tres, 177 en tenien quatre i 346 en tenien cinc o més. 514 habitatges disposaven pel capbaix d'una plaça de pàrquing. A 222 habitatges hi havia un automòbil i a 364 n'hi havia dos o més.

### Piràmide de població
La piràmide de població per edats i sexe el 2009 era:
| Homes | Edats   | Dones |
| ----- | ------- | ----- |
| 0     | 95 o +  | 0     |
| 0     | 90 a 94 | 0     |
| 0     | 85 a 89 | 12    |
| 0     | 80 a 84 | 8     |
| 8     | 75 a 79 | 8     |
| 16    | 70 a 74 | 32    |
| 40    | 65 a 69 | 28    |
| 16    | 60 a 64 | 20    |
| 32    | 55 a 59 | 32    |
| 56    | 50 a 54 | 40    |
| 68    | 45 a 49 | 72    |
| 48    | 40 a 44 | 72    |
| 36    | 35 a 39 | 40    |
| 68    | 30 a 34 | 56    |
| 44    | 25 a 29 | 28    |
| 52    | 20 a 24 | 56    |
| 96    | 15 a 19 | 40    |
| 80    | 10 a 14 | 44    |
| 28    | 5 a 9   | 48    |
| 32    | 0 a 4   | 32    |

## Economia
El 2007 la població en edat de treballar era de 1.032 persones, 820 eren actives i 212 eren inactives. De les 820 persones actives 765 estaven ocupades (392 homes i 373 dones) i 54 estaven aturades (22 homes i 32 dones). De les 212 persones inactives 114 estaven jubilades, 61 estaven estudiant i 37 estaven classificades com a «altres inactius».

### Ingressos
El 2009 a La Génétouze hi havia 657 unitats fiscals que integraven 1.730 persones, la mediana anual d'ingressos fiscals per persona era de 18.994 €.

### Activitats econòmiques
Dels 30 establiments que hi havia el 2007, 10 eren d'empreses de construcció, 5 d'empreses de comerç i reparació d'automòbils, 1 d'una empresa de transport, 1 d'una empresa d'hostatgeria i restauració, 1 d'una empresa d'informació i comunicació, 1 d'una empresa financera, 1 d'una empresa immobiliària, 3 d'empreses de serveis, 3 d'entitats de l'administració pública i 4 d'empreses classificades com a «altres activitats de serveis».
Dels 12 establiments de servei als particulars que hi havia el 2009, 1 era un taller de reparació d'automòbils i de material agrícola, 2 paletes, 1 guixaire pintor, 1 fusteria, 2 lampisteries, 2 electricistes, 1 empresa de construcció, 1 perruqueria i 1 agència immobiliària.
L'únic establiment comercial que hi havia el 2009 era una carnisseria.
L'any 2000 a La Génétouze hi havia 16 explotacions agrícoles.

## Equipaments sanitaris i escolars
El 2009 hi havia 2 escoles elementals.

## Poblacions més properes
El següent diagrama mostra les poblacions més properes.